# Operation Flashpoint: Cold War Crisis
Operation Flashpoint: Cold War Crisis (spesso abbreviato in Operation Flashpoint o OFP) è uno sparatutto tattico in soggettiva sviluppato da Bohemia Interactive Studio e pubblicato da Codemasters. È stato messo in commercio il 30 agosto 2001 negli Stati Uniti ed il 22 giugno 2001 in Europa.

## Panoramica
Ambientato in un arcipelago fittizio nel corso del 1985, Operation Flashpoint trasporta il giocatore in mezzo ad un ipotetico conflitto tra le forze NATO e un contingente di truppe sovietiche capeggiato da un generale rinnegato.
Il 1º febbraio 2002 è stata pubblicata un'espansione denominata Gold Upgrade. Essa porta il gioco alla versione 1.30 e vanta la campagna Red Hammer che permette di rivivere l'esperienza della campagna originale nei panni di un soldato russo. Vengono aggiunti nuovi veicoli, nuove armi e la guida strategica ufficiale del gioco, edita da Prima. Nell'anno 2001/2002 viene distribuito un add-on poco noto dal nome Between The Lines, non pubblicato ed approvato da Codemaster e Bohemia Interactive Studios, ma sviluppato da XMP (X Media Publishing) e pubblicato da Profisoft. Vengono aggiunte tre nuove campagne: nella principale si vestono i panni di un dottore civile,dottor Ross, che dopo aver subito un attacco da parte dei soldati russi nella sua città, dove rimane uccisa la sua famiglia, si ritrova prigioniero in un campo russo, ma dopo la fuga, si unisce ad una piccola squadra di soldati ribelli per combattere il nemico. Le altre due campagne sono War on Morton e Special Operation. 
Il 25 giugno 2005 esce un ulteriore pacchetto d'espansione: Resistance. Questo comprende una campagna inedita che vede il giocatore nelle vesti di uno dei partigiani dell'isola fittizia di Nogova, invasa dai sovietici qualche anno prima degli avvenimenti del gioco originale. Il correttivo 1.75, oltre a porre rimedio ad alcuni bachi, introduce nuove caratteristiche quali la possibilità di impiegare pistole e quella di conservare armi e munizioni da reimpiegare nelle missioni successive. Migliorano grafica e sonoro e, soprattutto, vengono offerte nuove possibilità ai creatori di missioni e ai creatori di contenuti aggiuntivi grazie alle innovazioni nel codice sorgente.
Sempre nel corso del 2005 viene realizzata una trasposizione per Xbox, Operation Flashpoint: Elite. 

## Meccanica di gioco
Ciò che distingue Operation Flashpoint dai giochi del suo stesso genere, è l'enorme attenzione riservata al realismo psicologico offerto al giocatore. Nel gioco tutto dà l'impressione di trovarsi su un vero campo di battaglia: dalla caratterizzazione psicologica dei personaggi, che scherzano tra loro prima della battaglia, ironizzano sui superiori, provano angoscia o diffidenza nei confronti del proprio schieramento, all'interfaccia, pulita ma efficace. È possibile orientarsi con le stelle quando le condizioni meteo lo permettono ed il trascorrere del tempo è riscontrabile da un orologio da polso impolverato che compare sulla mappa. L'approccio sfrontato e facilone tipico degli sparatutto in soggettiva porta unicamente al fallimento in Operation Flashpoint. Al contrario, il simulatore premia l'avanzata ragionata, l'ordine sapientemente impartito e la vigilanza costante. La curva d'apprendimento non è delle più dolci e questo può risultare frustrante per i neofiti. Di sicuro però l'esperienza garantisce momenti di soddisfazione notevoli una volta che l'utente si abitua all'approccio richiesto.
Lungo il dipanarsi delle missioni, l'alter ego che il giocatore impersona sale di grado ed acquisisce il comando di squadre sempre più numerose. Sebbene il numero di sottoposti che si può avere sotto il proprio comando sia limitato a dodici, è possibile coordinare altri reparti tramite il radio menù di comando.
Essendo il gioco ambientato nella metà degli anni '80, l'arsenale ricostruito vanta fedeli riproduzioni di armi dell'epoca. Solo per citarne alcune, si va dall'M16 statunitense all'onnipresente AK74 in mano ai rivali; dal lanciarazzi anticarro LAW alla sua controparte sovietica, l'RPG; dalla pistola Beretta 92F alla diretta concorrente russa, la Tokarev T33. Non mancano fucili di precisione, lanciamissili contraerei a spalla, mortai e mitragliatori pesanti come l'M60 e il PK. I rinculi sono realisticamente calcolati per cui è quasi impossibile sperare di andare a bersaglio sparando durante la corsa.
Non meno vasto il parco mezzi che comprende automobili civili, fuoristrada militari, corazzati per il trasporto della fanteria, carri armati, sistemi antiaerei, postazioni mitragliatrici fisse ed una discreta selezioni di aerei ed elicotteri.

## Isole
Nonostante gli eventi descritti nel gioco siano completamente frutto dell'immaginazione degli autori, le isole sui quali essi sono ambientati esistono davvero. I programmatori hanno provveduto a cambiare nome ai luoghi, cosicché essi siano difficilmente riconoscibili.

### Malden
È la trasposizione dell'isola di Leucada, al largo della costa greca. Esiste tuttavia un atollo disabitato di nome Malden, appartenente alla Repubblica di Kiribati, stato insulare situato nell'Oceano Pacifico.
Nel gioco è l'isola più a sud dell'arcipelago. Sede di un battaglione NATO, ha un clima secco e tendenzialmente arido. La vegetazione risente di tale clima brullo, presentandosi composta in larga parte di alberelli, arbusti e cespuglietti. Malden vanta delle montagne nella parte centrale ed un deserto di sabbia bianchissima a nord. Possiede un aeroporto militare, alcuni fari e dei piccoli porti commerciali. I suoi villaggi, perlopiù di ridotte dimensioni, hanno nomi francesi il che fa supporre che l'isola fosse un tempo sottoposta al dominio francese. Subito a est di Malden si trova l'isola d'addestramento, morfologicamente identica all'isola deserta (vedi dopo) ma munita di strutture militari dedite - appunto - all'addestramento dei militari statunitensi.

### Everon
È la riproduzione dell'isola di Veglia, localizzata a pochi chilometri dalla Croazia.
Nel gioco è l'isola più orientale del gruppo delle Malden. La vegetazione di Everon è verde e lussureggiante. La flora comprende abeti, pini, querce, betulle e un discreto numero di foreste, seppure nessuna raggiunga dimensioni ragguardevoli. Il clima è temperato e la presenza di campi arati nelle pianure indica che la popolazione pratica con buon profitto un'agricoltura di sussistenza. Su un'altura meridionale al termine di un massiccio montuoso si erge un castello medievale ormai in rovina. Nelle campagne belliche esso è sfruttato dai guerriglieri isolani che vi costruiscono una base, forti dell'invidabile posizione strategica dello stesso. Sono presenti inoltre alcune piccole basi militari, un aeroporto civile al nord e diversi piccoli villaggi le cui case hanno uno stile architettonico riconducibile a quello delle comunità rurali francesi. Il fatto che i toponimi dei paesini siano in lingua francese lascia ipotizzare che l'isola sia stata un tempo una colonia dello Stato transalpino.

### Kolgujev
È basata su Teneriffa, isola appartenente all'arcipelago delle Canarie. Un'isola disabitata di nome Kolgujev si trova invece nel Mare di Barents e appartiene alla Russia.
Non a caso nel gioco Kolgujev è la roccaforte dalla quale il generale sovietico Guba lancia i suoi attacchi contro le basi NATO di Malden ed Everon. Presenta un gran numero di basi militari, depositi di carri e munizioni e i suoi villaggi, scarsamente sviluppati e composti di case incendiate o semidistrutte, non hanno nome. Il clima è freddo e secco e la vegetazione si compone di pini e betulle. Sono presenti alcune foreste di medie dimensioni. È un'isola disabitata che non dispone né di aeroporti né di porti. Le coste sabbiose meridionali però si prestano bene agli sbarchi e le ragguardevoli dimensioni delle basi militari permettono facilmente l'atterraggio di elicotteri.

### Isola deserta
Si basa sull'isola di Meganisi, appartenente alla Grecia e parte del gruppo delle isole Ionie. Conta poco più di mille abitanti.
Nel gioco l'isola deserta è, com'è facile intuire, del tutto vuota. Questa caratteristica fa sì che essa venga caricata all'avvio del gioco: non avendo né edifici, né vegetazione il suo caricamento impiega meno tempo rispetto alle altre isole. È usata anche dagli autori di script o di missioni esemplificative. Uno dei filmati di sottofondo del menù principale ivi ambientata mostra dei rottami di veicoli americani e alcune tombe ma nessuna missione ufficiale è ambientata su di essa.

## Multigiocatore
La modalità multigiocatore si confà di una discreta varietà di tipologie di partita, come:
- Scontro mortale (Deathmatch): combattimento tutti contro tutti in un'area limitata con armi, munizioni e veicoli sparsi qua e là. Si segnano punti uccidendo quanti più avversari possibile.
- Scontro mortale a squadre (Team Deathmatch): simile alla summenzionata modalità, differisce da questa in quanto si combatte in due squadre e si totalizzano punti solo eliminando membri dello schieramento avversario.
- Cattura la bandiera (Capture the Flag o CTF): combattimento a squadre in cui i giocatori devono rubare una bandiera posta nella base avversaria e riportarla alla propria al fine di accrescere il punteggio.
- Cooperazione (Cooperative): vede i giocatori coinvolti nella stessa squadra ad affrontare un nemico comune, controllato dall'intelligenza artificiale. Sono necessari spirito di squadra e, per l'appunto, doti cooperative al fine di riuscire nella sortita.
- Cattura l'Isola (Capture the Island o CTI): introdotta dalla vivace comunità in linea di appassionati e dunque non ufficiale, Cattura l'Isola è un combattimento su vasta scala che aggiunge elementi tipici degli strategici in tempo reale a Operation Flashpoint. L'obiettivo è conquistare l'intera isola impiegando le risorse economiche derivanti dal possesso delle città per acquistare armi e mezzi.

## Sinossi delle Campagne

### 1985: Cold War Crisis
La prima campagna è ambientata nel 1985. Mikhail Gorbachev ha da poco raggiunto il potere in Unione Sovietica e le sue riforme stanno raccogliendo consensi presso i governi occidentali. I comunisti fedeli alla vecchia linea, tuttavia, trovano inaccettabili tali innovazioni e si preparano ad uno spietato ostruzionismo politico. Uno di questi, il generale Aleksei Guba, è al comando di un contingente dislocato sull'isola di Kolgujev. Determinato a dimostrare ai suoi superiori il potere dell'Armata Rossa in modo da guadagnare una posizione politica di rilievo, decide di invadere l'isola di Everon, parte di un arcipelago. Terminata la conquista, ostacolata solo da flebili tentativi di resistenza da parte della milizia locale, la NATO invia un elicottero per investigare sull'accaduto. È quando quest'ultimo non fa ritorno alla base che il colonnello Blake, comandante delle forze americane sulla vicina isola di Malden, decide di inviare una forza da sbarco su Everon, ignaro dell'identità degli attaccanti. Ben presto il conflitto dilaga e le forze sovietiche hanno la meglio sui loro nemici. Le truppe a stelle e strisce sono costrette ad una disordinata ritirata verso Malden, cui segue l'invasione della stessa da parte dei comunisti. Attraverso una serie di sanguinose battaglie ed allo sforzo congiunto di fanteria, mezzi corazzati ed aviazione, le sorti del conflitto volgono in favore delle forze NATO che, scacciati gli invasori da Malden, espugnano le postazioni russe su Everon, anche grazie all'aiuto dei partigiani locali. Dopo la vittoria conseguita, non rimane che espugnare la roccaforte di Guba sull'isola di Kolgujev, così da porre definitivamente termine al conflitto. Vedendosi alle strette, Guba intima al suo omologo americano il ritiro immediato delle truppe, minaccia il lancio di due missili SCUD in caso contrario. Il tempestivo intervento del maggiore James Gastovski, membro delle forze speciali americane, permette di localizzare e neutralizzare i lanciamissili evitando quella che sarebbe stata una nuova, disastrosa guerra mondiale.

### Red Hammer
La seconda campagna descrive il medesimo conflitto ma dall'altra parte della trincea. Infatti anziché militare tra le file dell'esercito NATO, il giocatore è chiamato a rivestire i panni del soldato semplice Dmitri Lukin, ex membro delle SpetzNatz, le forze speciali russe, degradato al suo ruolo a causa dell'insubordinazione dimostrata durante la guerra sovietico-afgana degli anni Settanta. Cinico e disilluso, Dmitri combatte aspramente durante l'invasione russa di Everon. I meriti acquisiti sul campo, nonostante i continui dissapori con gli ufficiali, gli valgono la promozione a sergente e l'assegnazione di un drappello di uomini coi quali partecipare all'attacco dell'isola di Malden. Quando però, dopo un iniziale fase di successo, l'Armata Rossa è costretta a ritirarsi in tutta fretta, egli rimane completamente tagliato fuori ed in compagnia solo di un giovano infermiere da campo. Dopo essere fortunosamente riuscito a rubare un elicottero e a recuperare i commilitoni sbandati sparpagliati sull'isola, Dmitri riesce a ripiegare su Everon. Qui viene insignito del grado di tenente e il generale Aleksei Guba in persona gli offre di tornare a far parte delle SpetzNatz. Deciso a combattere per la causa con rinnovato vigore, Dmitri non riesce a completare un assassinio commissionatogli quando si rende conto che la vittima designata è un suo ex collega della forze speciali che ha disertato l'esercito russo per abbracciare la causa dei partigiani autoctoni. Le ragioni che lo hanno motivato a compiere il gesto sono da ricercarsi nell'irrazionalità degli ordini impartiti dal generale Guba, che lasciano intuire come egli stia portando avanti un progetto personale anziché fare gli interessi della madre patria. Convinto dalle sue parole, Dmitri si unisce ai ribelli e, dopo aver sabotato diverse basi militari russe su Kolgujev, torna vittorioso in Russia consegnando alla giustizia due alti ufficiali colpevoli di aver assecondato le bieche mira del generale rinnegato.

### Resistance
L'ultima delle campagne ufficiali è ambientata qualche anno prima rispetto alle altre. L'interattività è maggiore rispetto a queste ultime in quanto le scelte che il giocatore compie nel corso delle missioni si ripercuotono sullo sviluppo della trama. La vicenda, comunque, si svolge su Nogova, pacifica isola immersa nel verde. Dopo lo scioglimento del debole governo filocomunista che regge il potere, Nogova si trova ad affrontare un'invasione sovietica su larga scala. Le sparute milizie locali, inesperte e male equipaggiate, possono ben poco contro la ben rodata macchina bellica avversaria. Viktor Troska, protagonista ed alter ego nel giocatore, è colto di sorpresa dallo scoppiare della crisi. Inizialmente riluttante ad unirsi alla resistenza, è costretto a decidere da che parte schierarsi quando un manipolo di soldati sovietici lo prende in ostaggio nella sua baita di montagna, intimandogli di rivelare l'ubicazione della base partigiana, pena la fucilazione. Scegliendo di difendersi con un fucile da caccia custodito all'interno di una cassa sul retro dell'abitazione, Viktor è destinato a chiedere asilo ai combattenti della resistenza del quale assume in breve tempo la direzione in virtù delle sue doti di comando. Lottare per l'indipendenza è difficile per il movimento partigiano; è necessario adottare tattiche di guerriglia, risparmiare munizioni, catturare armi in mano avversaria e non distruggere i veicoli nemici, ma salvarli così da poterli riutilizzare nelle battaglie a venire. Soprattutto, è vitale per i ribelli non perdere uomini, difficile com'è rimpiazzarli. Lentamente e faticosamente, la resistenza, sotto la guida di Viktor comincia la riconquista del territorio natio, grazie anche all'aiuto dell'informatore radiofonico segreto Tasmanian Devil e a quello delle forze americane, che intervengono prima in qualità di fornitori di armi e successivamente militarmente. Non vi è invece un lieto fine per il protagonista, Viktor, che, come si evince dallo stacco cinematico che chiude la campagna, viene trucidato da una cannonata del carro armato pilotato dal generale Guba, schiumante di rabbia per l'esito disastroso dell'invasione da lui guidata.

## Responso della Critica
I pareri della critica su Operation Flashpoint furono largamente favorevoli. La rivista Giochi per il mio computer gli assegnò un punteggio di 9/10 e lo definì "Il miglior gioco di guerra mai realizzato." Altri punteggi di differenti riviste furono
| Rivista      | Giudizio |
| Terra        | 96%      |
| Micromania   | 91%      |
| Gamelive     | 90%      |
| KPC Games    | 95%      |
| GameRepublic | 9.5/10   |

Anche l'espansione Resistance ottenne giudizi favorevoli, sebbene alcuni recensori notarono come la versione 1.75 avesse introdotto delle piccole imperfezioni, che sarebbero state risolte nei successivi aggiornamenti correttivi.

## Comunità di Appassionati
Gli strumenti per la creazione di contenuti messi a disposizione dalla stessa casa sviluppatrice, come O2 Light, un applicativo per la modellazione di oggetti tridimensionali, unitamente alle possibilità offerte dal potente editore di missioni, ha permesso la nascita di una nutrita comunità di appassionati che ha prolungato notevolmente la longevità del gioco. A tutt'oggi è possibile scaricare una vastissima mole di aggiunte sotto forma di uniformi, armi, veicoli, isole, missioni e campagne realizzate da utenti e paragonabili, dal punto di vista qualitativo, ai contenuti originali. Alcuni dei siti che offrono risorse, guide e gruppi di discussione a chiunque si voglia cimentare nella creazione di aggiunte sono:
OFPEC: the Operation Flashpoint Editing Center: offre una nutrita serie di missioni liberamente scaricabili, un forum in cui si elargiscono dritte sulla progettazione di missioni ed una folta selezione di automatismi (o script) pronti da implementare nei propri lavori.
Ofp.info: uno dei siti più autorevoli del suo campo. Ospita una vastissima selezione di aggiunte d'ogni tipo per il gioco, un grande numero di missioni e campagne non ufficiali e collegamenti diretti alla maggior parte di modificazioni già sviluppate o in corso di sviluppo per Operation Flashpoint.
Flashpoint.ru: uno dei siti in lingua russa che fornisce campagne, missioni e aggiunte varie oltre ad un grosso forum in cui vengono discusse tematiche inerenti.

## Sequel
Nel 2006 Bohemia Interactive Studio pubblica il seguito ufficiale del suo lavoro: Arma: Armed Assault. Trattasi di un simulatore bellico per molti versi simile al suo predecessore. Non è possibile conservare la dicitura "Operation Flashpoint" nel titolo a causa delle controversie legali sul diritto d'autore con la Codemasters da parte di Bohemia Interactive Studio.
È invece interamente frutto del lavoro di Codemasters Operation Flashpoint: Dragon Rising, pubblicato nell'ottobre 2009 seppure non considerato dai puristi il seguito ufficiale del suo predecessore, probabilmente per via dell'approccio maggiormente ludico e immediato, radicalmente diverso da quello dei suoi predecessori.
Nel giugno del 2011, Bohemia Interactive Studio ripubblica una nuova versione di Operation Flashpoint ribattezzandolo ARMA: Cold War Assault, così da evitare di infrangere il diritto d'autore sul titolo. L'uscita, che non include l'espansione Red Hammer, realizzata da Codemasters, porta il titolo alla versione 1.99, l'ultima disponibile. Attualmente ArmA: CWA è in vendita su Steam.